# Jaroslavický rybník
Jaroslavický rybník (též nazývaný Zámecký rybník) je jedenáctý největší rybník v České republice a druhý největší na Moravě. Nachází se v Dyjsko-svrateckém úvalu, zhruba 17 km jihovýchodně od města Znojma, u pohraniční obce Jaroslavice asi 2 km od hranice s Rakouskem. Napájení a odtok vody zajišťuje Dyjsko-mlýnský náhon, postranní kanál řeky Dyje. Asi kilometr dlouhou hrází je rybník funkčně rozdělen na menší Horní a větší Dolní rybník.

## Historie
Původně postaven v polovině 16. století, jméno stavitele není známo. V roce 1609 byl rybník označen jako nově postavený. Objevuje se jméno Závistník. Výměra Zámeckého rybníka se uvádí jako 429 jiter (jedno jitro = 0,57 ha ⇒ 245 ha). Podle doložené kopie z roku 1716 jím protékal tzv. Mlýnský náhon. V roce 1796 bylo provedeno sázení vrb. Koncem 18. století se kromě kapra a štiky objevuje i nově chovaná ryba a to candát. 
Na mapě druhého vojenského mapování z poloviny 19. století je rybník již vysušen a zrušen. K jeho obnově dochází po roce 1947, důvodem byl nedostatek pracovních sil na obdělávání pozemků.

## Data
- Plocha:
  - Horní Jaroslavický rybník: 57,6 ha
  - Dolní Jaroslavický rybník: 181,5 ha (i sám o sobě 2. největší na Moravě)
- Obvod: 5,4 km
- Obsah vody: 1,7 mil. m³
- Doba vypouštění: 3 týdny až měsíc

Každoročně je v listopadu konán hojně navštěvovaný výlov rybníka.